# Аллегейни (округ, Пенсильвания)
Аллеге́йни (англ. Allegheny County) — округ в штате Пенсильвания, США. На 1 июля 2013 года население округа составляло 1 231 527 жителей.

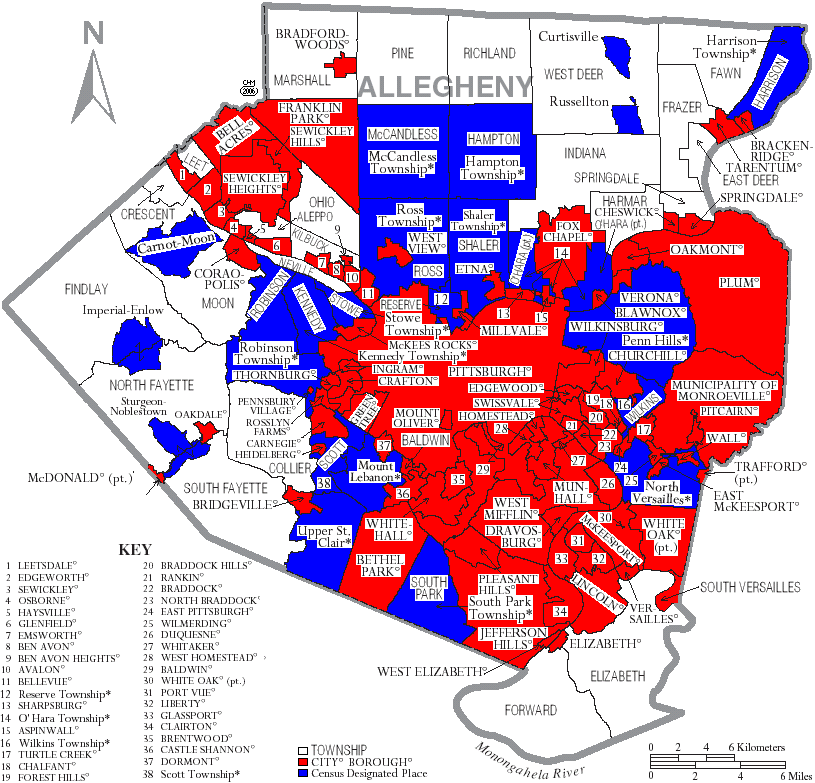
Карта округа Аллегейни
Города и боро
Тауншипы
Статистически обособленные местности

Главный город — Питтсбург.

## Происхождение названия
Округ Аллегейни назван так по реке Аллегейни, протекающей на его территории. Название происходит из языка ленапе. Точное значение слова неизвестно. 
Обычно приводят значение «красивая река», однако некоторые ссылаются на древнее мифическое племя аллегеви, которое жило вдоль реки много лет назад, пока его не истребили ленапе.

## История
Мало что известно о жителях округа до европейского контакта. Во время колониальной эпохи различные местные группы владели или селились в этой области, в результате чего существовала многоэтническая смесь, в которую вошли ирокезы, ленапе, шауни и минго. Европейские торговцы пушниной, такие как Питер Шартье, открыли торговые позиции в области в начале XVIII века.
В 1749 году капитан Пьер-Жозеф Селорон де Бленвиль объявил долину Огайо и всю западную Пенсильванию колонией Людовика XV. Капитан путешествовал по рекам Огайо и Аллегейни, вставляя свинцовые пластины в землю, чтобы отметить землю для Франции.
Поскольку большинство городов в эту эпоху были расположены вдоль водных путей, как французы, так и англичане желали контролировать местные реки. Поэтому губернатор колонии Виргиния поручил майору Джорджа Вашингтона передать французским офицерам ноту протеста. В ходе этой миссии Вашингтон получил от французов официальный отказ покинуть долину Огайо. Англичане попытались в 1754 году снова занять эту область. Они послали виргинцев построить Форт-Принц-Джордж. Французы узнали о плане и отправили армию, чтобы захватить форт, который они затем достроили и укрепили, переименовав его в Форт Дюкен.
Потеря стоила англичанам дорого, потому что Форт Дюкен стал центром франко-индейской войны. Первая попытка вернуть форт, Экспедиция Брэддока, потерпела неудачу. Форт был захвачен в 1758 году английскими войсками под руководством генерала Джона Форбса, но французы уничтожили форт, прежде чем покинуть его. Англичане построили новый форт на месте, включая ров, и назвали его Форт-Питт. Место теперь находится в парке штата Пойнт в Питтсбурге.
Область принадлежала и Пенсильвании, и Виргинии. Большая часть принадлежала Пенсильвании в рамках округа Уэстморленд. Виргинии принадлежала область к югу от реки Огайо и к востоку от реки Аллегейни в рамках округа Джогейни и контролировалась из Форт-Данмора. Кроме того, часть округа были расположена в предложенной британской колонии Вандалия и предложенном штате Вестсильвании. Перекрывающиеся границы, несколько правительств и запутанная документация вскоре оказались неработоспособными. В 1780 году Пенсильвания и Виргиния согласились продлить линию Мэйсона — Диксона на запад, и этот регион стал частью Пенсильвании. С 1781 по 1788 год большая часть того, что входило в округ Йохогания входило в состав вновь созданного округа Вашингтон.
Округ Аллегейни был официально создан 24 сентября 1788 года из частей округов Вашингтона и Уэстморленда. Он был сформирован из-за давления со стороны поселенцев, проживающих в районе Питтсбурга, который стал окружным центром в 1791 году. Округ первоначально простирался на север до берегов озера Эри; он сократился до нынешних границ к 1800 году.
В 1790-х годах федеральные органы государственной власти США ввели акцизный налог на виски. Это положило начало так называемого восстания из-за виски, когда фермеры, доход которых зависел от виски, отказались платить и выгнали сборщика налогов Джона Невилла. После протестов фермеров президент Джордж Вашингтон отправил войска, чтобы подавить восстание.
Этот район быстро развивался в 1800-х годах и стал главным производителем стали в стране; Питтсбург получил прозвище «мировая столица стали».

## География
По данным Бюро переписи населения США, округ имеет общую площадь 1930 квадратных километров, из которых 1900 квадратных километров являются сушей и 36 квадратных километров (1,9 %) являются водой.
Три больших реки пересекают округ: река Аллегейни и река Мононгахила сливаются в центре Питтсбурга, образуя реку Огайо. Река Йохиогени впадает в реку Мононгахила в Маккиспорт, в 16 километрах к юго-востоку от устья. На этих реках есть несколько островов. Реки впадают в Мексиканский залив через реку Миссисипи. Несмотря на то, что промышленный рост в округе вызвал резкое сокращение лесов, остается значительная площадь лесов.
На севере граничит с округом Батлер, на северо-востоке — с Армстронгом, на северо-западе — с Бивером, на юге и востоке — с Уэстморлендом, на юго-западе — с Вашингтоном.

## Административное деление
По закону Пенсильвании есть 4 типа муниципальных единиц: города, боро, тауншипы и по меньшей мере в 2 случаях тауны.
Следующие единицы входят в состав округа:

### Города
- Дукейн[англ.]
- Клэртон[англ.]
- Маккиспорт[англ.]
- Питтсбург